# Escut de Rússia
L'escut de Rússia va ser adoptat el 30 de novembre de 1993 i aprovat per una llei federal constitucional de la Duma sancionada pel president Vladímir Putin el 25 de desembre de l'any 2000. Consisteix en un camper de gules amb una àguila bicèfala d'or, amb les ales esteses. Al pit hi té un escussó de gules amb la figura d'un genet d'argent amb capa d'atzur, muntat sobre un cavall també d'argent, matant amb una llança un drac de sable.
El genet, que també és present a l'escut d'armes de Moscou, representa sant Jordi, patró dels russos. L'àguila sosté a les urpes un món i un ceptre, té els dos caps coronats amb la corona imperial i per sobre d'aquestes corones se'n situa una altra de similar però més gran, tocant una cinta. Actualment les corones, símbol de la monarquia, representen el poder de l'Estat rus.
Aquest escut està basat en el que van usar els antics tsars de Rússia, però hi té algunes diferències, com el color de l'àguila, que va ser negra, o l'absència dels escuts dels territoris dominats per Rússia que envoltaven l'escussó central, al costat del collaret de l'orde de Sant Andreu. En els seus aspectes bàsics, l'escut imperial rus segueix els estàndards de començament del segle xv i va quedar definit durant el regnat d'Ivan III (1462-1505).

## Escuts usats històricament

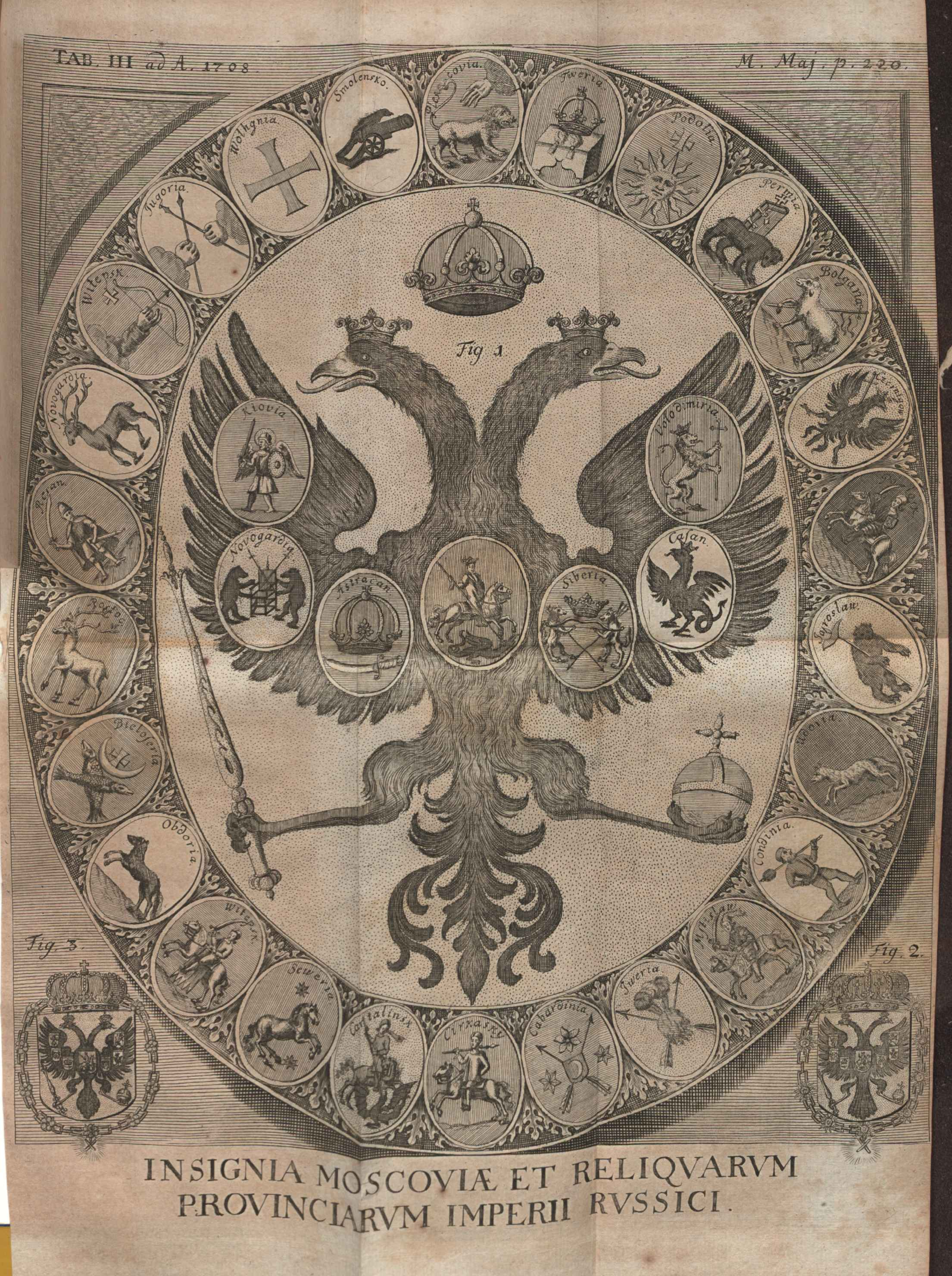
Escut de Rússia (Acta Eruditorum, 1708)
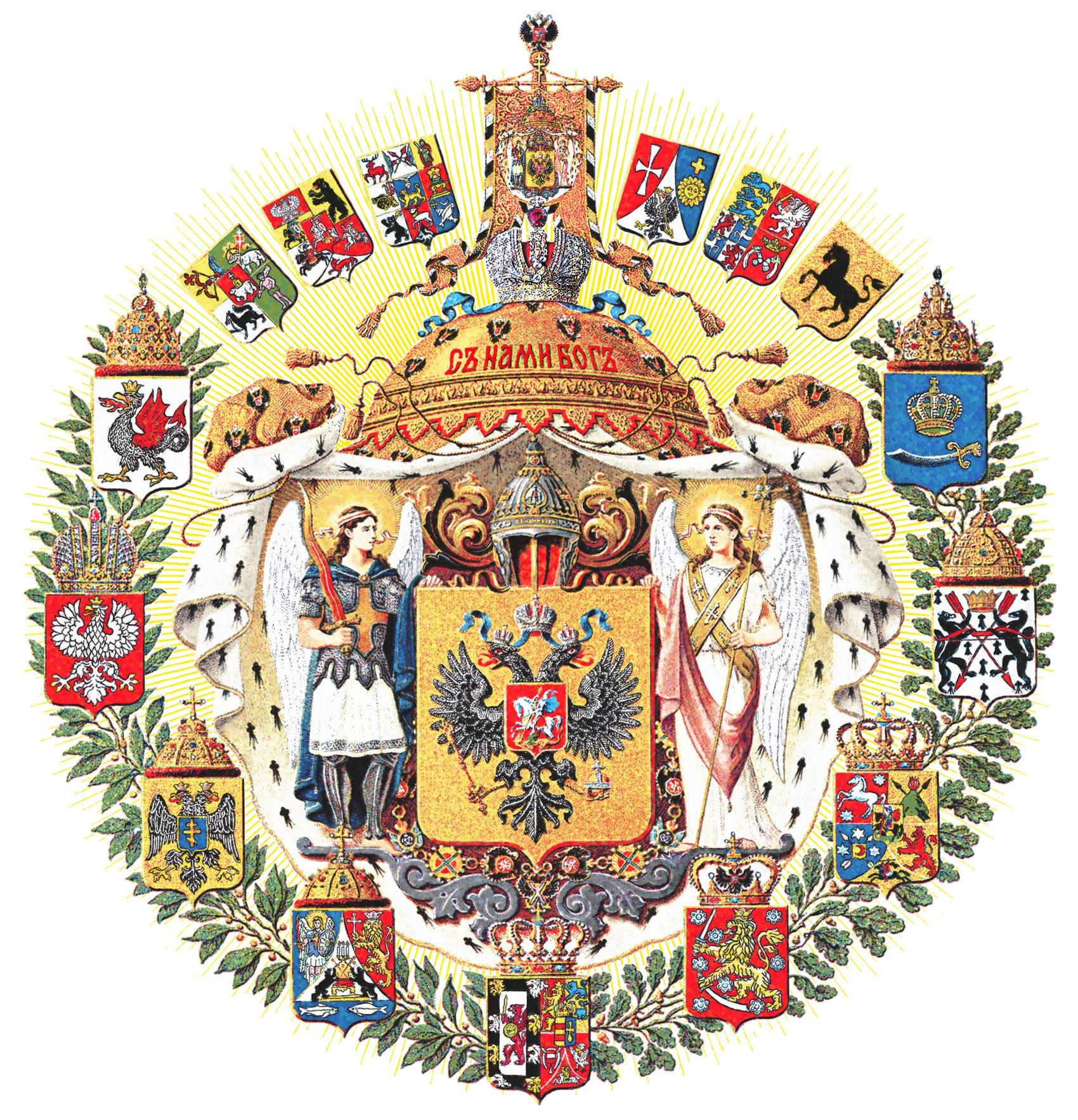
Escut gran de l'Imperi Rus
Escut petit de l'Imperi Rus
Segell del Govern Provisional (1917)
Escut de la Unió Soviètica
Escut de la RSFS de Rússia (1978-1991) i de Rússia (1991-1992)
Escut de Rússia entre 1992 i 1993